# صفریه

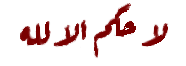
پرچم صفریان

صُفریه یا صفریان از فرقه های منشعب شده از خوارج اند که جزء آخرین گروه از خوارج محسوب می گردند که منقرض شده‌اند. این گروه تا نیمه سده پنجم ه.ق فعال بوده‌اند. این گروه از فرقه حروریه منشعب شدند و خود را تابع محکمة الاولی می دانستند.

## موسس
عبدالله بن صفار سعدی که به ابن صفار شناخته می‌شود، یکی از رهبران خوارج در ماجرای مقابله با ابن زیاد بودند. این واقعه پس از کشته شدن ابوبلال و شدت گرفتن مبارزه با خوارج توسط ابن زیاد در قرن اول ه.ق رخ داده‌است. وی پس از این واقعه به یمامه گریخت. وی از اساس با قیام خوارج علیه ابن زیاد، مخالفت داشت. عبدالله از قبیله بنی تمیم بود.

## اعتقادات
این فرقه ابتدا از محکمة الاولی بودند و ابوبلال مرداس را، پس از عبدالله بن وهب راسبی و حرقوص بن زهیر، امام خویش می خواندند. این فرقه، همچون ازارقه همه مخالفان خود را مشرک می دانستند اما در کشتن کودکان و زنان مخالفان خود، دچار اختلاف بودند. پیروان این فرقه در احکام دینی خود دچار اختلاف هستند و گروهی واژه گناه‌کار را تنها در حق گناهکاران به گناهی که در اسلام برایش حد بیان شده است می دانند و گروهی نیز حکم کفر گناهکار را مشروط به حکم قاضی کرده‌اند.